# プエルト・マルドナド
プエルト・マルドナド（スペイン語: Puerto Maldonado）は、ペルー南東部の都市。ボリビア国境の西55キロの、アマゾン川支流のタンボパタ川とマドレ・デ・ディオス川が合流する地点に位置する。マードレ・デ・ディオス県の県都である。
近くにはマヌー国立公園、タンボパタ国立保護区、バワハ＝ソネネ国立公園がある。これらでは世界でも最も原始的な熱帯雨林が保たれ、三日月湖やセキセイインコなど数百種の鳥が粘土を食べに集まる「土沢」がみられる。

## 歴史
1901年、ペルー政府は国内の熱帯雨林探検のための委員会を設置した。ドン・フアン・ビジャルタ率いる探検隊は、サンディアからタンボパタ川沿いをさかのぼっていった。一隊は1902年7月10日、タンボパタ川とマドレ・デ・ディオス川の合流点に到達した。ビジャルタはそこを、1861年にマドレ・デ・ディオス川を探索し、マモレ川の急流で命を落としたタラポト出身のファウスティノ・マルドナドにちなみ、プエルト・マルドナドと命名した。
1912年12月26日にマードレ・デ・ディオス県が設置されるとその県都となり、1985年に市制施行された。

## 気候
プエルト・マルドナルドは熱帯のアマゾン盆地に位置するため、年間を通して温暖湿潤である。年間平均気温は26度で、8月から9月が最も暑い。降水量は年に1000ミリ以上ある。10月から4月は雨季にあたる。市街はほとんどが傾斜地に建てられているため、洪水の影響はほとんど受けないが、この時期にはよく陸路が不通となる。乾季は6月から8月である。
アンデスから南風が吹き下ろしてくると、数日間気温が8度ほどにまで下がることがある。地元では、この現象は「スラソ」とか「フリアヘ」と呼ばれる。
| プエルト・マルドナドの気候 | プエルト・マルドナドの気候 | プエルト・マルドナドの気候 | プエルト・マルドナドの気候 | プエルト・マルドナドの気候 | プエルト・マルドナドの気候 | プエルト・マルドナドの気候 | プエルト・マルドナドの気候 | プエルト・マルドナドの気候 | プエルト・マルドナドの気候 | プエルト・マルドナドの気候 | プエルト・マルドナドの気候 | プエルト・マルドナドの気候 | プエルト・マルドナドの気候 |
| 月                         | 1月                        | 2月                        | 3月                        | 4月                        | 5月                        | 6月                        | 7月                        | 8月                        | 9月                        | 10月                       | 11月                       | 12月                       | 年                         |
| -------------------------- | -------------------------- | -------------------------- | -------------------------- | -------------------------- | -------------------------- | -------------------------- | -------------------------- | -------------------------- | -------------------------- | -------------------------- | -------------------------- | -------------------------- | -------------------------- |
| 平均最高気温 °C （°F）     | 31 (87)                    | 31 (87)                    | 31 (88)                    | 31 (87)                    | 31 (87)                    | 30 (86)                    | 30 (86)                    | 34 (93)                    | 34 (94)                    | 34 (93)                    | 32 (90)                    | 31 (87)                    | 31.7 (88.8)                |
| 平均最低気温 °C （°F）     | 22 (72)                    | 21 (69)                    | 21 (69)                    | 21 (69)                    | 19 (66)                    | 17 (63)                    | 16 (60)                    | 17 (62)                    | 19 (66)                    | 19 (67)                    | 21 (69)                    | 22 (71)                    | 19.6 (66.9)                |
| 降水量 mm （inch）         | 206 (8.1)                  | 160 (6.3)                  | 147 (5.8)                  | 81 (3.2)                   | 53 (2.1)                   | 79 (3.1)                   | 50 (2)                     | 8 (0.3)                    | 64 (2.5)                   | 137 (5.4)                  | 130 (5.1)                  | 249 (9.8)                  | 1,364 (53.7)               |
| 出典：Weatherbase          |                            |                            |                            |                            |                            |                            |                            |                            |                            |                            |                            |                            |                            |

## 産業
主な産業に木材の伐り出し、砂金とり、ブラジルナッツ栽培、造船、エコツーリズムがある。林業については、この辺りはほぼ伐採されつくしてしまったため、工場がひとつ残るのみである。また、ゴムの採取も行われなくなった。ブラジルナッツについては、近年、欧州連合で制定された法律がこの地域の関連企業を倒産に追い込み、数百人が失業した。砂金とりは川で、主に男性が小さなチームとなって手作業で行われる。近年重要な収入源になりつつあるのが、観光とそれに付随する造船である。プエルト・マルドナドや保護区には、いくつかの観光用エコロッジがある。

## 交通

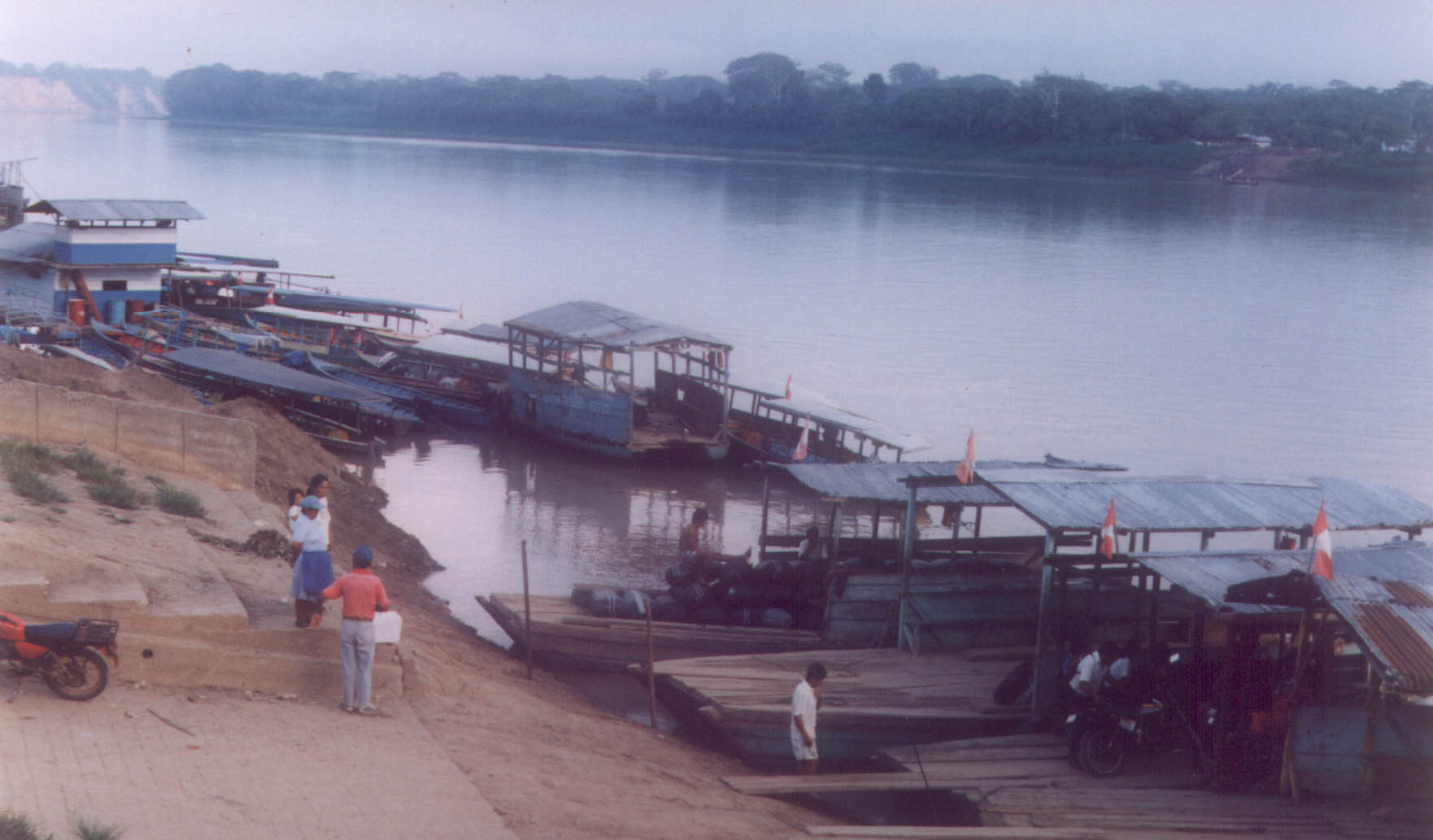
マドレ・デ・ディオス川の渡し舟

かつては渡し舟が、クスコから続く幹線道路とサン・ロレンソ、イベリア、イニャパリなどの町を結んでいた。いまでは橋がこれに取って代わっているが、混雑がひどい。この地域ではガソリン価格がかなり高いため、単車が主な交通手段になっている。空路ではパードレ・アルダミス国際空港がある。

### 大洋間高速道路
ブラジルの河港とペルーの太平洋岸の港を結ぶ大洋間高速道路（ロドビア・ド・パシフィコ高速道路）構想では、プエルト・マルドナルドはマドレ・デ・ディオス川の渡河点と位置づけられ、長さ722mのコンチネンタル橋が架けられることとなった。この計画は何十年も前から存在し、工事はアレハンドロ・トレド政権下に着工されたが、財政難を理由に中断されていた。この遅れが、橋に構造的な欠陥が生じる一因ともなった。2012年3月までに橋は開通し、トラックを含む自動車が往来している。
プエルト・マルドナド付近の高速道路は、天然の熱帯雨林を伐採して建設された。これについてペルーのNGO「市民労働協会」などの団体は、違法伐採や密漁、もしくは現代世界とのつながりを持たない先住民族との衝突を招くおそれがあるとしている。